# Свети Геласије
Свети Геласије из Хелиопоља је ранохришћански мученик који је пострадао у граду Хелиопољу (савремени Баалбек, Либан).
Православна црква прославља светог мученика Геласија 27. фебруара.
Према најранијим подацима о мученику, који се налазе у Летопису Јована Малале (6. век), Геласије, овде и у другим споменицима назван Геласин пре 9. века, страдао је за време владавине царева Максимина Даје (305-313) и Лициније (308-324). Према Хроници, Геласин је био глумац који је играо у малим позоришним представама пародијског карактера.
У време када су почели прогони хришћана, он је учествовао у представама где су хришћани приказани са подсмехом. У једној од тих представа обукавши беле хаљине, ушао је у студенац и почео да се понаша као да се крсти. Идолопоклоници су почели да се смеју. После поливања водом и речи: „Слуга Божији Геласије се крсти у име Оца и Сина и Светога Духа, смин“, уозбиљио се одједном и пред свима узвикнуо "Сада сам хришћанин!". Осетио је тада да је у том тренутку примио благодат Божију. Публика је видела да се изненада уозбиљио и признао веру у Исуса Христа, и изненадила се. Међутим, убрзо их је обузео гнев, пошто су схватили да је исмевање хришћана постало ругање њима самима. Бес је био толики да му је одмах мачем одсечена глава. На овај начин је Геласије мученички пострадао.